# Prowincja Morza Czerwonego (Sudan)
Prowincja Morza Czerwonego (arab. البحر الأحمر, Al-Bahr al-Ahmar) – prowincja w północnym Sudanie.
W jej skład wchodzą 4 dystrykty:
1. Hala’ib
2. Port Sudan
3. Sinkat
4. Taukar